# 廷伯峰
廷伯峰（英語：Timber Peak），是南極洲的山峰，位於維多利亞地的斯科特海岸，處於新西蘭山西北面3.7公里的普里斯特利冰川南岸，海拔高度3,070米，由新西蘭探險隊命名，現時由南極條約體系管理。